# Стюарт (лунный кратер)
Кратер Стюарт (лат. Stewart) — небольшой ударный кратер в области северо-восточного побережья Моря Пены на видимой стороне Луны. Название присвоено в честь американского астрофизика Джона Куинси Стюарта (1894—1972) и утверждено Международным астрономическим союзом в 1976 г. 

## Описание кратера

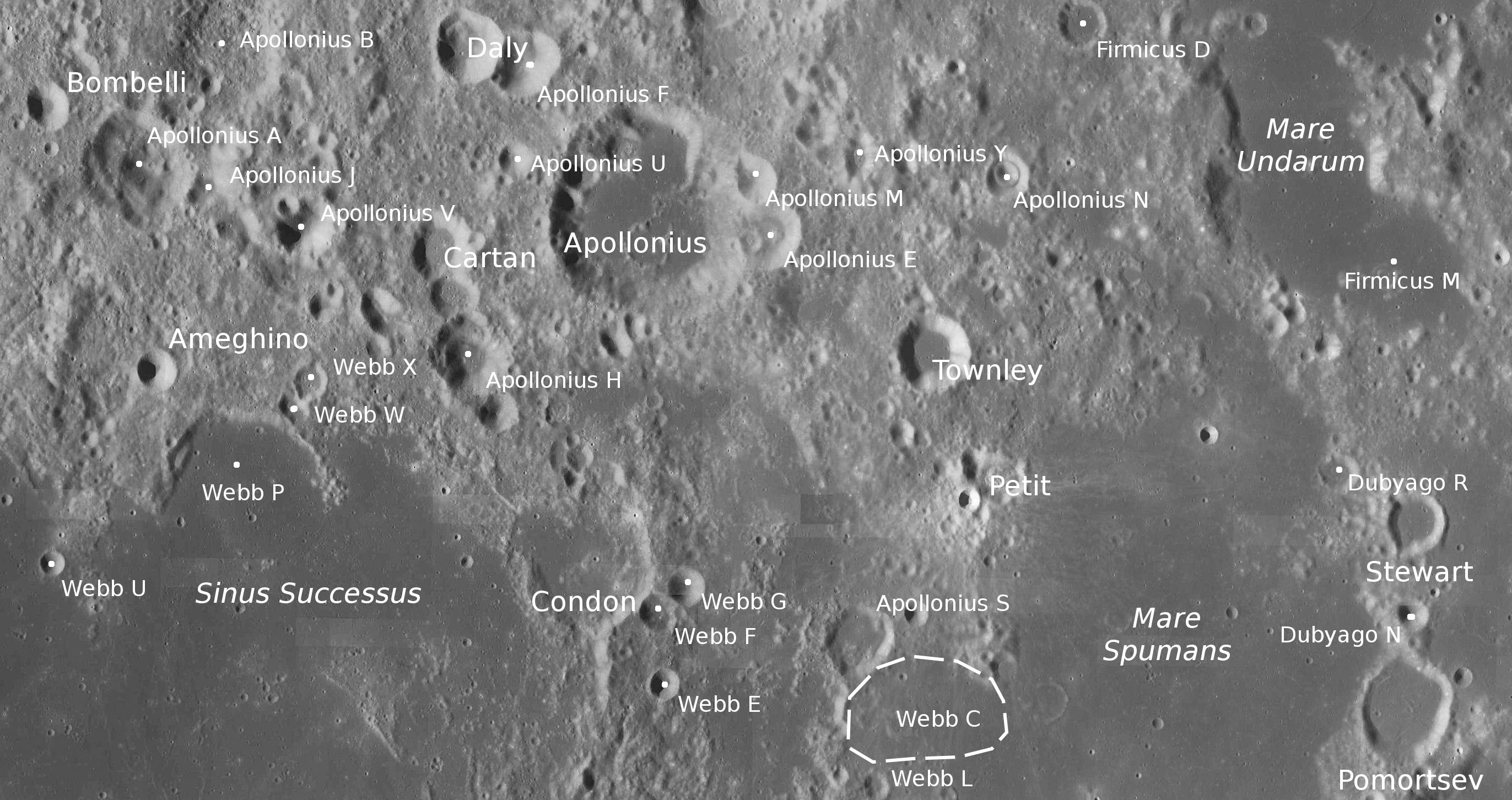
Окрестности кратера Стюарт. Снимок зонда Lunar Reconnaissance Orbiter.

Ближайшими соседями кратера Стюарт являются кратер Пти на западе; кратер Таунли на западе-северо-западе; кратер Дубяго на северо-востоке и кратер Поморцев на юге. На юго-западе от кратера находится Море Пены; на севере Море Волн. Селенографические координаты центра кратера 2°09′ с. ш. 66°59′ в. д. / 2,15° с. ш. 66,98° в. д., диаметр 13,8 км, глубина 1090 м.
Кратер Стюарт имеет циркулярную форму с небольшим выступом в юго-западной части. Вал четко очерчен, внутренний склон гладкий, с высоким альбедо, в северо-западной части отмечен маленьким кратером. Северная и западная часть внешнего склона вала отмечены множеством мелких кратеров. От южной части вала к кратеру Поморцев отходит широкий хребет. Высота вала над окружающей местностью достигает 490 м. Чаша кратера затоплена лавой, не имеет приметных структур. По морфологическим признакам кратер относится к типу SOS (по названию типичного представителя этого класса — кратера  Созиген).
До получения собственного наименования в 1976 г. кратер имел обозначение Дубяго Q (в системе обозначений так называемых сателлитных кратеров, расположенных в окрестностях кратера, имеющего собственное наименование).

## Сателлитные кратеры
Отсутствуют.

## См.также
- Список кратеров на Луне
- Лунный кратер
- Морфологический каталог кратеров Луны
- Планетная номенклатура
- Селенография
- Минералогия Луны
- Геология Луны
- Поздняя тяжёлая бомбардировка